# Oxalis magellanica
Oxalis magellanica là một loài thực vật có hoa trong họ Chua me đất. Loài này được G. Forst. mô tả khoa học đầu tiên năm 1789.